# Strovilia
Strovilia (Grieks: Στροβιλιών, Strovilión; Turks: Akyar) is een dorpje in Cyprus op de grens van de Turkse Republiek Noord-Cyprus met de Britse Soevereine Basis Dhekelia. Er bevindt zich een grensovergang van de VN-Bufferzone. Het dorp ligt niet ver van de stad Famagusta.
Toen Turkije in 1974 het noorden van het eiland bezette dachten ze dat het dorp bij de Soevereine Basis Dhekelia hoorde en dus werd het niet mee bezet. Daardoor bleef Strovilia gedurende 26 jaar de enige plaats met een grens tussen het noorden en het zuiden van Cyprus. Elders waren beide landsdelen gescheiden door de VN-Bufferzone. Op 30 juni 2000 installeerden de Turken er een militaire controlepost, bedoeld om de bewegingsvrijheid van de VN-vredesmacht op het eiland te beperken, en voegden het dorp toe aan Noord-Cyprus. Sindsdien dringt de VN-Veiligheidsraad er bij de Turks-Cyprioten en Turkije op aan de situatie van voor die datum te herstellen zolang de vredesmacht wordt verlengd.